# Jeff Clement
Pour les articles homonymes, voir Clement.
Jeffrey Burton Clement (né le 21 août 1983 à Marshalltown, Iowa, États-Unis) est un ancien joueur de premier but et receveur des Ligues majeures de baseball. Il joue pour les Mariners de Seattle en 2007 et 2008, puis pour les Pirates de Pittsburgh en 2010 et 2012.

## Carrière

### Mariners de Seattle
Joueur des Trojans de l'université de Californie du Sud, Jeff Clement est le 3e joueur sélectionné au total lors du repêchage amateur de 2005. Il est réclamé par les Mariners de Seattle après Justin Upton (Arizona) et Alex Gordon (Kansas City), mais avant la future vedette Ryan Braun, choisi 5e au total par Milwaukee.
Clement est au départ un receveur. Il apparaît à trois reprises sur le classement des 100 meilleurs joueurs d'avenir dressé annuellement par Baseball America, alternant entre la 33e et 62e position du palmarès de 2006 à 2008. 
Il fait ses débuts dans le baseball majeur avec les Mariners de Seattle le 4 septembre 2007. Après un lent départ, il obtient son premier coup sûr dans le premier match d'un programme double le 26 septembre lors d'une présence comme frappeur suppléant face au lanceur Tom Mastny des Indians de Cleveland. Le même jour dans le second match du double contre Cleveland, Clement frappe son premier coup de circuit, encore une fois comme frappeur suppléant, et face au lanceur Joe Borowski des Indians. Clement affiche une moyenne au bâton de ,375 avec deux circuits et trois points produits en neuf matchs pour les Mariners en fin de saison 2007.
En 2008, il est en uniforme pour 66 parties des Mariners, soit comme receveur, soit comme frappeur désigné. Il ne frappe que pour ,227. Il claque cinq circuits et produit 23 points. 
Après avoir amorcé la saison 2009 dans les ligues mineures avec les Rainiers de Tacoma de la Ligue de la côte du Pacifique, un club-école des Mariners de Seattle, Clement passe le 29 juillet suivant aux Pirates de Pittsburgh. Seattle échange Clement, l'arrêt-court Ronny Cedeño et les lanceurs droitiers des ligues mineures Nathan Adcock, Brett Lorin et Aaron Pribanic en retour du lanceur droitier Ian Snell et de l'arrêt-court Jack Wilson.

### Pirates de Pittsburgh
Dans les ligues mineures, les Pirates entreprennent la conversion de Clement en joueur de premier but. Il dispute 54 parties pour Pittsburgh en 2010 mais ne frappe que pour une faible moyenne au bâton de ,201. Il passe 2011 dans les mineures. Il signe en décembre 2011 un nouveau contrat des ligues mineures avec les Pirates. Il apparaît dans 23 matchs pour Pittsburgh en 2012, et joue son dernier match dans les majeures le 28 septembre 2012. Il se retire après une saison 2013 passée avec un club-école des Twins du Minnesota. Il annonce sa retraite sportive en avril 2014, à l'âge de 30 ans, au terme d'une courte carrière marquée par des blessures et des performances loin de ce qu'on est en droit d'espérer d'un joueur choisi 3e au total lors du repêchage amateur.

### Bilan
En 152 parties jouées au total dans le baseball majeur, Jeff Clement compte 84 coups sûrs, dont 14 circuits, 39 points produits et 33 points marqués. Sa moyenne au bâton en carrière s'élève à, 218 et sa moyenne de présence sur les buts à ,277.